# John Deere 3120
Le John Deere 3120 est un tracteur agricole produit par la firme John Deere.
Il est fabriqué dans l'usine allemande du groupe à Mannheim ainsi qu'en Espagne à Getafe entre 1969 et 1972 ; il s'agit du premier tracteur de la marque fabriqué en Europe et qui soit équipé d'un moteur à six cylindres ; celui-ci développe une puissance de 81 ch DIN et provient de l'usine française de Saran.

## Historique
En 1956 John Deere rachète les usines allemandes Lanz de Mannheim pour y construire des tracteurs de faible et moyenne puissance destinés au marché européen, dont le 2120 est au milieu des années 1960 le plus puissant représentant avec 68 ch DIN. Les « gros » tracteurs de la marque sont construits aux États-Unis avec, à la même époque, le 3020 (moteur 4 cylindres, 75 ch DIN) et le 4020 (moteur 6 cylindres, 100 ch DIN), mais leurs caractéristiques sont mal adaptées au marché européen même s'ils y sont proposés.
Il y a une forte demande européenne de tracteurs puissants (80-100 ch), robustes, technologiquement simples et adaptés aux pratiques agricoles en Europe. John Deere y répond en lançant en 1969 le 3120, produit à Mannheim et à Getafe en Espagne jusqu'en 1972.

## Caractéristiques

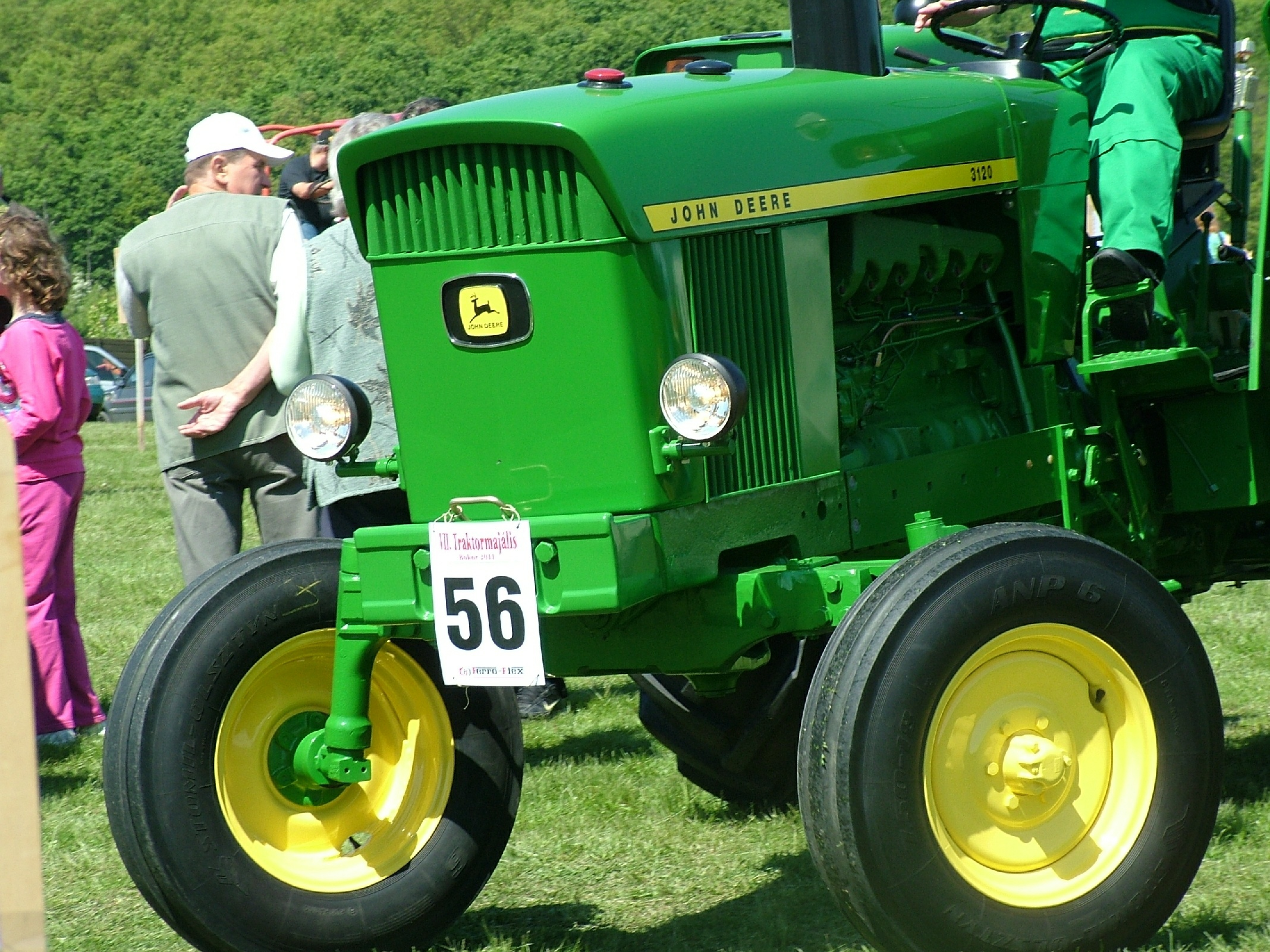
John Deere 3120.

Le John Deere 3120 est équipé d'un moteur Diesel à six cylindres en ligne (course 110 mm et alésage 98 mm) à quatre temps, d'une cylindrée totale de 4 976 cm3. Sa puissance est de 81 ch DIN à 2 200 tr/min. Ce moteur est le premier 6 cylindres de la marque produit en Europe, dans l'usine française de Saran.
Écartant les boîtes de vitesse Powershift qui équipent les John Deere américains mais vis-à-vis desquelles les agriculteurs européens sont méfiants, John Deere installe sur le 3120 une boîte mécanique de conception européenne avec 6 rapports avant et 3 arrière, répartis en deux gammes. Le dispositif est complété par l'amplificateur de couple « High-Low », qui double le nombre de rapports disponibles dans les deux sens de marche.
Ces caractéristiques, jointes à une prise de force de série tournant à 540  ou   1 000 tr/min et un dispositif d'attelage complet et polyvalent, répondent globalement aux exigences du marché européen. La puissance du relevage (2 150 kg) reste un point faible de ce modèle ; la gouvernance américaine du groupe se fait encore sentir, imposant certaines caractéristiques adaptées au marché américain.